# Физеш (Салаж)
Физеш (рум. Fizeș) насеље је у Румунији у округу Салаж у општини Саг. Oпштина се налази на надморској висини од 310 m.

## Становништво
Према подацима из 2002. године у насељу је живело 438 становника, од којих су сви румунске националности.